# Hycleus kersteni
Hycleus kersteni là một loài bọ cánh cứng trong họ Meloidae. Loài này được Gerstaeker miêu tả khoa học năm 1871.